# کرگزلو
کرگزلو یک روستا در ایران است که در دهستان خورش رستم شمالی واقع شده‌است. کرگزلو ۴۶ نفر جمعیت دارد. این روستا محیطی بکر و زیبا دارد. در گذشته افراد زیادی در آنجا زندگی می کردند اما به جهت صعب العبور بودن و نداشتن راه مواصلاتی اغلب جوانها و خانواده ها به خلخال و هشجین کوچ کردند. بزرگانی چون رحمت الله خان وثوقی  در این روستا زندگی می کردند. دارهای زیبای قالی و گلیم بافی از هنرهای زیبای زنان این روستا بود